# MAPK1IP1L
MAPK1IP1L (англ. Mitogen-activated protein kinase 1 interacting protein 1 like) – білок, який кодується однойменним геном, розташованим у людей на короткому плечі 14-ї хромосоми. Довжина поліпептидного ланцюга білка становить 245 амінокислот, а молекулярна маса — 24 269.
| 10         |  | 20         |  | 30         |  | 40         |  | 50         |
| ---------- |  | ---------- |  | ---------- |  | ---------- |  | ---------- |
| MSDEFSLADA |  | LPEHSPAKTS |  | AVSNTKPGQP |  | PQGWPGSNPW |  | NNPSAPSSVP |
| SGLPPSATPS |  | TVPFGPAPTG |  | MYPSVPPTGP |  | PPGPPAPFPP |  | SGPSCPPPGG |
| PYPAPTVPGP |  | GPTGPYPTPN |  | MPFPELPRPY |  | GAPTDPAAAG |  | PLGPWGSMSS |
| GPWAPGMGGQ |  | YPTPNMPYPS |  | PGPYPAPPPP |  | QAPGAAPPVP |  | WGTVPPGAWG |
| PPAPYPAPTG |  | SYPTPGLYPT |  | PSNPFQVPSG |  | PSGAPPMPGG |  | PHSYH      |

A: Аланін

C: Цистеїн

D: Аспарагінова кислота

E: Глутамінова кислота

F: Фенілаланін

G: Гліцин

H: Гістидин

K: Лізин

L: Лейцин

M: Метіонін

N: Аспарагін

P: Пролін

Q: Глутамін

R: Аргінін

S: Серин

T: Треонін

V: Валін

W: Триптофан

Кодований геном білок за функцією належить до фосфопротеїнів. 
Задіяний у такому біологічному процесі, як ацетилювання. 